# Каневино
Каневѝно (на италиански: Canevino, на местен диалект: Canavèn, Канавен) е село в Северна Италия, провинция Павия, регион Ломбардия, община Коли Верди. Разположено е на 511 m надморска височина. Населението на общината е 108 души (към 2017 г.).
До 1 януари 2019 г. селото е независима община. Старата община се е обединила с общините Валверде и Руино да създадат новата община.